# Sozialhilfe (Deutschland)
Die Sozialhilfe in Deutschland, gesetzlich geregelt im Zwölften Buch Sozialgesetzbuch (SGB XII, Sozialhilfe), ist eine staatliche Sozialleistung im System der sozialen Sicherheit mit der Funktion einer Grundsicherung. Sie soll Hilfebedürftigen diejenigen materiellen Voraussetzungen gewähren, die für ihre physische Existenz und für ein Mindestmaß an Teilhabe am gesellschaftlichen, kulturellen und politischen Leben unerlässlich sind (soziokulturelles Existenzminimum) und damit das Grundrecht auf Gewährleistung eines menschenwürdigen Existenzminimums aus Art. 1 Abs. 1 Grundgesetz (GG) in Verbindung mit dem Sozialstaatsprinzip des Art. 20 Abs. 1 GG verwirklichen. Das Sozialhilferecht konkretisiert diesen Mindeststandard in materiellem Recht. Es begründet einklagbare Rechtsansprüche bedürftiger Personen auf Leistungen (§ 38 SGB I). Das Leitprinzip des menschenwürdigen Daseins wird in § 1 Satz 1 SGB XII dem Gesetz programmatisch vorangestellt:

„Aufgabe der Sozialhilfe ist es, den Leistungsberechtigten die Führung eines Lebens zu ermöglichen, das der Würde des Menschen entspricht.“

Sozialhilfe kommt als Grundsicherung im Alter und bei Erwerbsminderung für solche Personen in Betracht, die wegen Alters oder wegen voller Erwerbsminderung nicht erwerbsfähig sind. Leben nichterwerbsfähige Leistungsberechtigte in einer Bedarfsgemeinschaft mit einem erwerbsfähigen Leistungsberechtigten, der selbst Bürgergeld dem Grunde nach beanspruchen kann, erhalten sie nicht Sozialhilfe, sondern ebenfalls Bürgergeld nach dem SGB II, wenn sie nicht Anspruch auf Grundsicherung im Alter und bei Erwerbsminderung haben. Für einen weiteren kleinen Personenkreis, der keinen Anspruch auf Bürgergeld oder Grundsicherung im Alter und bei Erwerbsminderung hat, kommt Sozialhilfe als Hilfe zum Lebensunterhalt in Betracht. Weitere Leistungen der Sozialhilfe sind die Hilfe zur Pflege, Hilfe zur Überwindung besonderer sozialer Schwierigkeiten und die Hilfe in anderen Lebenslagen.

## Geschichte
Historisch betrachtet ist Sozialhilfe die älteste Form einer Sozialleistung und gleichzeitig diejenige, die im Laufe der Geschichte die stärksten Wandlungen durchlaufen hat. Ihre Ursprünge hat sie in der Armen- und Krankenfürsorge, die in mittelalterlichen Städten von der Kirche, den Städten selbst oder von den Handwerksorganisationen organisiert wurde. Im Zuge der industriellen Revolution, des mit ihr einhergehenden raschen Wachstums der Städte, der Entstehung der in diesem Maße vorher ungekannten Massenarmut und des zunehmend revolutionsbereiteren Proletariats wuchsen die Aufgaben der Fürsorge so stark an, dass gesetzliche Regelungen geschaffen wurden (z. B. das Preußische Armenpflegegesetz von 1842). Damit verband sich sehr schnell auch die Absicht der sozialen Kontrolle, weil erkannt wurde, dass in der Unzufriedenheit entwurzelter Armer „politischer Sprengstoff“ steckte.
Otto von Bismarcks Bemühen zur Einführung der klassisch gewordenen Sozialversicherungen ist auch vor dem Zweck zu sehen, der Arbeiterbewegung durch Erfüllung ihrer Minimalforderungen „den Wind aus den Segeln“ zu nehmen.
Das 1871 neu gegründete Deutsche Reich überließ diese Aufgaben den einzelnen Ländern. Eine reichsweite Regelung entstand erst zur Zeit der Weimarer Republik in Gestalt der Reichsfürsorgepflichtverordnung von 1924 und der „Reichsgrundsätze über die Voraussetzungen, Art und Maß der öffentlichen Fürsorge“, ebenfalls von 1924. Einen einklagbaren Rechtsanspruch gegenüber dem Fürsorgeträger gab diese Verordnung dem Hilfebedürftigen jedoch nicht.
Das Bundesverwaltungsgericht entschied am 24. Juni 1954, dass sich aus den Grundrechten auf Schutz der Menschenwürde (Art. 1 GG), der freien Entfaltung der Persönlichkeit und körperlichen Unversehrtheit (Art. 2 GG) sowie dem Sozialstaatsgebot Art. 20 GG ein gerichtlich durchsetzbarer Rechtsanspruch des Bürgers auf soziale Fürsorge durch den Staat ergibt. Zuvor hatten einzelne Verwaltungsgerichte und Oberverwaltungsgerichte, angefangen mit dem Bayerischen Verwaltungsgerichtshof im März 1949, in mehreren Urteilen einen Anspruch auf Fürsorge bejaht.
Nach dem Urteil des Bundesverwaltungsgerichts wurde in der Bundesrepublik Deutschland 1961 mit dem Bundessozialhilfegesetz ein einheitliches Sozialhilferecht geschaffen. Vereinheitlicht wurden allerdings nur die allgemeinen Regeln; die Höhe der tatsächlich ausgezahlten Sozialhilfeleistung und viele Einzelheiten der Hilfegewährung wurden von den Bundesländern bestimmt. Die Bundesländer koordinierten ihre diesbezügliche Politik dadurch, dass sie in der Regel den Empfehlungen des von den Sozialhilfebehörden und Sozialverbänden getragenen Deutschen Vereins für öffentliche und private Fürsorge e. V. folgten.
Schon seit 1976 galt das Bundessozialhilfegesetz als besonderer Teil des Sozialgesetzbuches, aber erst zum Jahr 2005 wurde das Gesetz im Rahmen des Hartz-Konzeptes („Hartz IV“) in das Sozialgesetzbuch als Zwölftes Buch Sozialgesetzbuch (SGB XII) eingeordnet; gleichzeitig wurde die erst zwei Jahre zuvor eingeführte Grundsicherung im Alter und bei Erwerbsminderung Teil der Sozialhilfe. Das Arbeitslosengeld II wurde von 2005 bis 2022 zur Sicherstellung des Existenzminimums für die erwerbsfähige Bevölkerung gewährt, sodass die Sozialhilfe nur noch an Personen geleistet wird, die dem allgemeinen Arbeitsmarkt nicht zur Verfügung stehen, weil sie weniger als drei Stunden täglich belastbar sind. Zum 1. Januar 2023 wurde das Arbeitslosengeld II durch das Bürgergeld abgelöst. Unberührt hiervon sind die Hilfen in besonderen Lebenslagen, die weiterhin allen anspruchsberechtigten Personen offenstehen.

## Gesetzesgrundlage
Das Sozialhilferecht ist seit dem 1. Januar 2005 im Zwölften Buch Sozialgesetzbuch (SGB XII) geregelt.
Von 1961 bis 2004 war das Sozialhilferecht im Bundessozialhilfegesetz (BSHG) normiert. Das Verfahrensrecht steht im Zehnten Buch Sozialgesetzbuch (SGB X). Seit der Reform des Sozialhilferechts im Zuge der Agenda 2010 wird streng zwischen erwerbsfähigen und nicht erwerbsfähigen Bedürftigen unterschieden. Insbesondere gilt das Arbeitslosengeld II als Lohnersatzleistung für Erwerbsfähige nicht als Sozialleistung im Sinne des SGB XII. Auch die Eingliederungshilfe als Leistung für Menschen mit Behinderung soll bis 2020 aus dem SGB XII herausgenommen werden.
Nach Art. 72 GG i. V. m. Art. 74 Nr. 7 GG liegt die Gesetzgebungskompetenz für das Sozialhilferecht beim Bund. Den Bundesländern obliegt die Ausführung der Sozialhilfe als eigene Angelegenheit (Art. 83 GG).

## Grundsätze
Der Grundsatz der Sozialhilfe ist in § 1 SGB XII geregelt: „Aufgabe der Sozialhilfe ist es, den Leistungsberechtigten die Führung eines Lebens zu ermöglichen, das der Würde des Menschen entspricht.“
Von elementarer Bedeutung ist der Nachrang der Sozialhilfe nach § 2 SGB XII: Sozialhilfe ist grundsätzlich abhängig vom eigenen Einkommen und Vermögen und nachrangig gegenüber allen anderen Leistungen und Ansprüchen. Deshalb überprüft das Sozialamt in allen Fällen, ob vorrangige Ansprüche beispielsweise anderer Leistungsträger, wie Krankenkasse, Rentenversicherung oder Jugendamt oder nach dem bürgerlichen Recht Unterhaltspflichtige bestehen. Auch Wohngeld, Kinderzuschlag und Unterhaltsvorschuss sind gegenüber der Sozialhilfe vorrangig.
Träger der Sozialhilfe sind nach § 3 SGB XII die örtlichen und überörtlichen Träger. Örtliche Träger sind in der Regel die Landkreise und kreisfreien Städte, die Länder können hier abweichende Regelungen treffen.
Der überörtliche Träger wird vom Land bestimmt und ist in jedem Bundesland anders (z. B. die Landschaftsverbände in Nordrhein-Westfalen, der Kommunalverband für Jugend und Soziales in Baden-Württemberg oder der Landeswohlfahrtsverband Hessen). Die Träger der Sozialhilfe können im Rahmen der Subsidiarität nach § 5 SGB XII bestimmte Aufgaben auch an die freie Wohlfahrtspflege übertragen, genannt seien hier insbesondere die Kirchen mit ihren Einrichtungen der Caritas und der Diakonie.
Leistungen der Sozialhilfe werden nach § 9 SGB XII grundsätzlich nach der Besonderheit des Einzelfalls geleistet. Hier hat der Betroffene ein Mitspracherecht, allerdings nur dann, wenn diese Wünsche nicht mit unverhältnismäßigen Mehrkosten verbunden sind. Außerdem haben ambulante Leistungen in der Sozialhilfe nach § 13 SGB XII grundsätzlich Vorrang vor stationären und teilstationären Leistungen, außerdem ist der Betroffene bei der Wahl der stationären Einrichtung auf solche Einrichtungen beschränkt, mit denen Vereinbarungen nach § 75 SGB XII bestehen.
Die Leistungen bestehen nach § 10 SGB XII aus Geld-, Sach- und Dienstleistungen, Vorrang haben in der Regel Geldleistungen, wenn das Gesetz nichts anderes vorsieht. Zu den Dienstleistungen zählt unter anderem die Beratung durch die Behörde nach § 11 SGB XII. Leistungen der Sozialhilfe sind nach § 17 SGB XII grundsätzlich unpfändbar.

## Anspruchsvoraussetzungen

### Grundsatz
Sozialhilfe (mit Ausnahme der Grundsicherung) setzt ein, sobald dem Träger der Sozialhilfe bekannt wird, dass die Voraussetzungen für die Leistung vorliegen (§ 18 SGB XII). Dieses „Bekanntwerden“ kann z. B. durch einen Telefonanruf durch den Betroffenen oder durch dritte Personen, z. B. Nachbarn, beim Sozialamt geschehen. Diese Regelung ist eine Besonderheit der Sozialhilfe und ermöglicht den Bürgern einen niederschwelligen Zugang zu Sozialhilfeleistungen. Der Sozialhilfeträger hat nach dem Bekanntwerden gemäß § 20 SGB X von Amts wegen den Sachverhalt zu ermitteln (Amtsermittlungsgrundsatz), wenn Anhaltspunkte für einen Bedarf vorliegen.
Die Anspruchsvoraussetzungen für die Sozialhilfe sind in § 19 SGB XII geregelt. Bei der Berechnung des Anspruchs sind neben dem Einkommen und Vermögen des Antragstellers auch Einkommen und Vermögen des Ehegatten sowie bei minderjährigen unverheirateten Kindern das Einkommen und Vermögen der Eltern zu berücksichtigen (Einsatzgemeinschaft).
Ausländern sowie ihren Angehörigen werden Leistungen der Sozialhilfe nach § 23 SGB XII nicht geleistet, wenn sie Anspruchsberechtigte nach dem Asylbewerberleistungsgesetz sind, wenn sie lediglich eingewandert sind, um Sozialhilfe zu beziehen oder wenn sie ein Aufenthaltsrecht zum Zweck der Arbeitssuche besitzen. Allerdings kann Ausländern im Rahmen einer Ermessensentscheidung trotzdem Sozialhilfe gewährt werden; ist das Existenzminimum nicht gesichert und kann es auch nicht auf andere Weise gesichert werden, ist das Ermessen regelmäßig auf Null reduziert.
Die Leistung von Sozialhilfe an Deutsche im Ausland ist nach § 24 SGB XII nur in einer außergewöhnlichen Notlage möglich, wenn eine Rückkehr ins Inland nicht möglich ist, etwa wegen der Pflege und Erziehung von Kindern, die kein Recht zur Ausreise haben, oder wegen eigener Pflegebedürftigkeit.
§ 25 SGB XII normiert eine sogenannte Nothilferegelung, durch die Leistungsträger für bestimmte Notfallleistungen Kostenersatz vom Träger der Sozialhilfe verlangen können. In der Praxis kommt diese Regelung vor allem dann zum Tragen, wenn eine nicht krankenversicherte Person stationär im Krankenhaus behandelt werden muss und die Kosten der Behandlung nicht selbst tragen kann. Sie soll verhindern, dass eine Kostenerstattung lediglich daran scheitert, dass kein Antrag gestellt wurde; ein Anspruch besteht demnach nicht, wenn bereits ein Antrag auf Leistungen beim Sozialhilfeträger gestellt wurde. Die angemessene Frist, innerhalb der ein Nothilfeanspruch geltend gemacht werden kann, beträgt in der Regel einen Monat nach Ende des Notfalls.

### Besonderheiten bei EU-Bürgern
Seit dem 29. Dezember 2016 erhalten EU-Bürger, die keine deutschen Staatsangehörigen sind, nur noch Sozialhilfe, wenn sie durch frühere Beitragszahlungen in die deutschen Sozialsysteme Ansprüche erworben haben. Erst nach fünf Jahren können ansonsten EU-Bürger in Deutschland dann Sozialhilfe beantragen, falls sie nicht gearbeitet haben. Deutschland darf EU-Bürgern Hartz IV/Sozialhilfe verweigern, wenn sie nur eingereist sind, um Sozialhilfe zu beziehen. Dies bestätigt der Europäische Gerichtshof am 11. November 2014.

## Leistungen der Sozialhilfe
Die Leistungen der Sozialhilfe sind in § 8 SGB XII aufgelistet. Es handelt sich hierbei um:

### Hilfe zum Lebensunterhalt
Hilfe zum Lebensunterhalt wird zur Deckung des soziokulturellen Existenzminimums an Personen geleistet, die diesen nicht aus ihrem eigenen Einkommen und Vermögen sicherstellen können. Die Höhe der Leistungen orientiert sich hierbei an den festgelegten Regelbedarfsstufen.
Die Hilfe zum Lebensunterhalt steht in Konkurrenz zum Arbeitslosengeld II. Nach § 21 SGB XII kann Hilfe zum Lebensunterhalt nicht erhalten, wer als erwerbsfähige Person dem Grunde nach Anspruch auf Arbeitslosengeld II hat. Dem Grunde nach hat eine Person Anspruch auf Arbeitslosengeld II, wenn keine der Ausschlussgründe des § 7 SGB II zutreffen (z. B. stationäre Unterbringung). Zu beachten ist, dass Auszubildende nach § 22 SGB XII von Leistungen zum Lebensunterhalt der Sozialhilfe, und damit auch von der Hilfe zum Lebensunterhalt, ausgeschlossen sind. Wer zwar erwerbsunfähig ist, aber in einer Bedarfsgemeinschaft mit einer erwerbsfähigen Person lebt, erhält bei Bedarf Sozialgeld vom zuständigen Jobcenter.
Die Grundsicherung im Alter und bei Erwerbsminderung ist ebenfalls vorrangig vor der Hilfe zum Lebensunterhalt, sodass diese in der Praxis nur dann zum Tragen kommt, wenn weder auf Arbeitslosengeld II noch auf Grundsicherung ein Anspruch besteht.

### Grundsicherung im Alter und bei Erwerbsminderung
Die Grundsicherung im Alter und bei Erwerbsminderung ist eine besondere Leistung der Sozialhilfe. Sie wird lediglich auf Antrag für Personen geleistet, die das 18. Lebensjahr vollendet haben und entweder das gesetzliche Renteneintrittsalter erreicht haben oder dauerhaft voll erwerbsgemindert im Sinne der Rentenversicherung sind (§ 41 SGB XII). Ein tatsächlicher Rentenanspruch ist nicht Voraussetzung für die Grundsicherung.
Im Gegensatz zu den übrigen Leistungen der Sozialhilfe werden bei der Grundsicherung Unterhaltsansprüche gegen die Eltern und Kinder nur berücksichtigt, sofern deren jährliches Gesamteinkommen 100.000 Euro übersteigt. Erst wenn hinreichende Anhaltspunkte dafür vorliegen, dass diese Grenze überschritten wird, sind die Kinder oder Eltern der Leistungsberechtigten gegenüber dem zuständigen Träger verpflichtet, über ihre Einkommensverhältnisse Auskunft zu geben (§ 43 Abs. 5 SGB XII).

### Hilfen zur Gesundheit
Die Hilfen zur Gesundheit sollen nicht krankenversicherten Personen einen Zugang zu Leistungen der Gesundheitsfürsorge ermöglichen.
Da heutzutage Empfänger laufender Leistungen der Sozialhilfe sich nach § 264 SGB V bei einer zuständigen Krankenkasse melden können und dort wie reguläre Mitglieder der gesetzlichen Krankenversicherung behandelt werden und für alle anderen Personengruppen eine Versicherungspflicht gilt, kommen die Hilfen zur Gesundheit nur in sehr seltenen Ausnahmefällen in Betracht. Allerdings hat der Sozialhilfeträger der Krankenkasse die tatsächlichen Behandlungskosten zu erstatten.

### Eingliederungshilfe für Menschen mit Behinderung
Die Eingliederungshilfe soll Menschen, die aufgrund einer Behinderung wesentlich in ihrer Teilhabe eingeschränkt sind, unterstützen und in die Gesellschaft eingliedern. Die Eingliederungshilfe wird in der Regel als Sachleistung erbracht, kann aber auch in Form eines Persönlichen Budgets geleistet werden.
Die Eingliederungshilfe umfasst hierbei sowohl Unterstützung bei der Schulbildung und Ausbildung als auch Teilhabeleistungen in der Gesellschaft für erwachsene Personen mit einer Behinderung. Für viele dieser Leistungen können die Eltern des Kindes nach § 92 SGB XII nur in begrenztem Maße finanziell herangezogen werden.

### Hilfe zur Pflege
Die Hilfe zur Pflege ist eine Leistung der Sozialhilfe, durch die pflegebedürftige Menschen in ihrem täglichen Leben unterstützt werden. Diese Leistung kann sowohl als Sachleistung als auch als Geldleistung (in Form des Pflegegeldes) erbracht werden.
Seit der Einführung der Pflegeversicherung kommt Hilfe zur Pflege insbesondere dann in Betracht, wenn trotz Pflegebedarfs keine Pflegegrad vorliegt oder die Leistungen der Pflegeversicherung ausgeschöpft sind oder keine Pflegeversicherung besteht.

### Hilfe zur Überwindung besonderer sozialer Schwierigkeiten
Die Hilfe zur Überwindung besonderer sozialer Schwierigkeiten wird für besondere Personengruppen geleistet, die ansonsten aus dem sozialen System ausgeschlossen sind und besondere Unterstützung benötigen, wie Obdachlose und ehemalige Strafgefangene. Die Leistung wird unabhängig vom Einkommen und Vermögen des Betroffenen geleistet.
Die Leistung kann in verschiedenen Formen erbracht werden, vor allem als Dienstleistung in Form von Beratung und Unterstützung, aber auch etwa als Geldleistung zur Sicherstellung des Existenzminimums in einer Obdachlosenunterkunft.

### Hilfe in anderen Lebenslagen
Die Hilfen in anderen Lebenslagen umfassen einige weitere Leistungen der Sozialhilfe:
- Hilfe zur Weiterführung des Haushalts (§ 70 SGB XII), auch große Haushaltshilfe genannt, ist ähnlich zur Haushaltshilfe im Rahmen der gesetzlichen Krankenversicherung.
- Altenhilfe (§ 71 SGB XII) umfasst Beratungsleistungen für ältere Menschen.
- Blindenhilfe (§ 72 SGB XII) ist eine Sozialleistung für blinde Menschen und wird als aufstockende Leistung auf das Blindengeld der Bundesländer erbracht, wenn dieses zu niedrig ist.
- Hilfe in sonstigen Lebenslagen (§ 73 SGB XII) ist eine Auffangnorm für Tatbestände, die von den restlichen Regelungen der Sozialhilfe nicht erfasst sind.
- Übernahme der Bestattungskosten (§ 74 SGB XII) für Personen, denen die Tragung dieser Kosten nicht zugemutet werden kann.

### Einkommensanrechnung
Die Einkommensanrechnung in der Sozialhilfe folgt den Regelungen des § 82 SGB XII, wonach grundsätzlich alle Einkünfte in Geld oder Geldeswert zum Einkommen zählen. Bei Sachleistungen bestimmt sich die Höhe des Einkommens nach der Sachbezugsverordnung.

#### Nicht als Einkommen zählen
- Leistungen nach dem SGB XII selbst
- die Grundrente nach dem Bundesversorgungsgesetz und anderen Gesetzen, die auf dessen Rechtsvorschriften verweisen
- Renten oder Beihilfen nach dem Bundesentschädigungsgesetz für Schaden an Leben sowie an Körper oder Gesundheit bis zur Höhe der vergleichbaren Grundrente nach dem Bundesversorgungsgesetz
- Einkünfte aus Rückerstattungen, die auf Vorauszahlungen beruhen, die der Leistungsbezieher aus dem Regelsatz entrichtet hat, also insbesondere Rückzahlungen von Stromvorauszahlungen
- Leistungen, die auf Grund öffentlich-rechtlicher Vorschriften zu einem ausdrücklich genannten Zweck erbracht werden, der nicht bereits von der Sozialhilfe erfüllt wird (§ 83 Abs. 1 SGB XII)
- bürgerlich-rechtliches Schmerzensgeld (§ 83 Abs. 2 SGB XII)
- Zuwendungen der freien Wohlfahrtspflege, wenn diese die Lage des Leistungsberechtigten nicht so günstig beeinflussen, dass daneben die Gewährung von Sozialhilfe ungerechtfertigt wäre (§ 84 Abs. 1 SGB XII)
- Zuwendungen, die ein anderer erbracht hat, ohne hierzu eine rechtliche oder sittliche Pflicht zu haben, wenn dies eine besondere Härte bedeuten würde (§ 84 Abs. 2 SGB XII)

Ebenso nicht als Einkommen zählt das Arbeitslosengeld II des erwerbsfähigen Ehepartners.

#### Einkommensbereinigung
Nach § 82 Abs. 2 SGB XII sind bestimmte Beträge vom Einkommen abzusetzen. Hierzu zählen:
- auf das Einkommen entrichtete Steuern,
- Pflichtbeiträge zur Sozialversicherung
- Versicherungsbeiträge, sofern sie gesetzlich vorgeschrieben oder angemessen sind, sowie Beiträge zur Riester-Rente bis zur Höhe des Mindesteigenbetrags nach § 86 EStG. Allgemein als angemessen gelten unter anderem eine Hausratversicherung sowie eine Privathaftpflichtversicherung.
- die mit der Erzielung des Einkommens verbundenen notwendigen Ausgaben (Werbungskosten),
- das Arbeitsförderungsgeld nach § 59 SGB IX

Einzelheiten sind in der Verordnung zur Durchführung des § 82 des Zwölften Buches Sozialgesetzbuch geregelt.
Um einen Anreiz zu eigener Erwerbstätigkeit zu schaffen, sind 30 % des (Brutto-)Einkommens aus selbstständiger und nichtselbstständiger Tätigkeit, abziehbar, allerdings nur bis zur Hälfte des jeweils geltenden Eckregelsatzes. Um Anreize zu einer Werkstattbeschäftigung zu schaffen, gelten für Beschäftigte von Werkstätten für behinderte Menschen bei der Berechnung des Absetzungsbetrags Sonderregelungen.

#### Einmaleinkünfte
Einmalige Einkünfte (z. B. Erbschaft, Schenkung, Lotteriegewinn) werden durch eine 2016 vorgenommene Änderung in § 82 nicht mehr im Monat des Zahlungseingangs als Einkommen und danach als Vermögen angesehen, vielmehr findet eine Verteilung auf 6 Monate statt, was tendenziell dazu führt, dass weniger vom Gesamtbetrag in den Genuss des Schutzes als Schonvermögen kommt.

#### Einkommensgrenze
Die Leistungen des fünften bis neunten Kapitels SGB XII (Hilfen zur Gesundheit, Eingliederungshilfe (bis Ende 2019), Hilfe zur Pflege, Hilfe zur Überwindung besonderer sozialer Schwierigkeiten, Hilfe in anderen Lebenslagen) sind hinsichtlich der Einkommensanrechnung privilegiert, weil ein Einkommenseinsatz in der Regel nur oberhalb der sogenannten Einkommensgrenze, verlangt wird, die jeweils individuell berechnet wird (§ 85 SGB XII).
- Beispiel: Wenn die Einkommensgrenze im Einzelfall 1000 Euro beträgt, wird dem Hilfeempfänger in der Regel nur der Teil seines Einkommens angerechnet, der die 1000 Euro übersteigt.

Die Einkommensgrenze setzt sich zusammen aus der Summe dreier Einzelbeträge (Beispiel gültig für den Zeitraum ab 1. Januar 2019/2020):
- eines Grundbetrags in Höhe des zweifachen Eckregelsatzes: 2 × 424 = 848 Euro (2020: 2 × 432 = 864 Euro, ab 2021 voraussichtlich 2 × 439 = 878 €)
- der angemessenen Kosten der Unterkunft; (nach einer Entscheidung des BSG aus 2013 gehörten auch die Heizkosten dazu, dies wurde aber 2016 mit der Änderung des § 82 wieder abgeschafft),
- eines Familienzuschlags in Höhe des auf volle Euro aufgerundeten Betrags von 70 % des Eckregelsatzes für den nicht getrennt lebenden Ehe- oder Lebenspartner (sowie weitere Personen nach § 85 Abs. 1 Nr. 3 SGB XII): 297 Euro (2020: 303 Euro, 2021 vorauss. 308 €).

Soweit das bereinigte Einkommen die Einkommensgrenze übersteigt, ist ein Einkommenseinsatz in angemessenem Umfang zuzumuten (§ 87 SGB XII). Bei dem Begriff des angemessenen Umfangs handelt es sich um einen unbestimmten Rechtsbegriff, dessen Ausgestaltung an den Besonderheiten des Einzelfalles auszurichten ist. In besonderen Fällen kann auch der Einsatz des Einkommens unterhalb der Einkommensgrenze verlangt werden (§ 88 SGB XII).

### Vermögensanrechnung
Bevor Sozialhilfe gewährt wird, muss eigenes verwertbares Vermögen eingesetzt werden (§ 90 SGB XII). Ist Vermögen nicht sofort verwertbar, besteht die Möglichkeit einer darlehensweisen Gewährung. (§ 91 SGB XII)

#### Schonvermögen
Einige Vermögenswerte bleiben anrechnungsfrei. Hierzu gehören insbesondere
1. Vermögen aus öffentlichen Mitteln, das zur Sicherung einer Lebensgrundlage oder Gründung eines Hausstandes dient
2. staatlich geförderte Altersvorsorge (z. B. Riester-Rentenverträge in der Ansparphase)
3. Vermögen, das zur Beschaffung oder Erhaltung eines Hausgrundstücks für behinderte oder pflegebedürftige Personen dient
4. angemessener Hausrat
5. Gegenstände, die zur Berufsausbildung oder Berufstätigkeit notwendig sind
6. Familien- und Erbstücke (deren Veräußerung eine besondere Härte darstellen würde)
7. Gegenstände zur Befriedigung künstlerischer und wissenschaftlicher Bedürfnisse (soweit sie sich nicht als Luxus darstellen)
8. ein angemessenes selbstbewohntes Hausgrundstück.

Geringe Barbeträge sind nach § 1 der Verordnung zur Durchführung des § 90 Abs. 2 Nr. 9 des Zwölften Buches Sozialgesetzbuch ebenfalls anrechnungsfrei. Für den Haushaltsvorstand bzw. Alleinstehende gilt ein Vermögensfreibetrag von 10.000 Euro. Für jedes im Haushalt lebende Kind erhöht sich der Betrag um 500 Euro.

#### Härtefallregelung
Nach § 90 Abs. 3 SGB XII kann die Verwertung von Vermögen nicht verlangt werden, wenn dies für den Betroffenen eine Härte darstellen würde. Dies kann etwa gegeben sein bei sogenannten gemischten Bedarfsgemeinschaften, bei dem ein Ehepartner Sozialhilfe (in Form der Grundsicherung im Alter und bei Erwerbsminderung) und der andere Arbeitslosengeld II bezieht. Müsste hier der erwerbsfähige Ehepartner Vermögen verwerten, das nach den Regelungen des SGB II zum Schonvermögen zählt, stellt dies eine Härte dar, die eine Verwertung des Vermögens ausschließt.
Eine Härte kann auch in solchen Fällen bestehen, in denen angespartes Einkommen, das nach den Einkommensregelungen anrechnungsfrei ist, verwertet werden müsste, etwa bei der Nachzahlung einer Kriegsbeschädigtenrente, bei angespartem Erziehungsgeld innerhalb des Bewilligungszeitraums oder auch bei Blindengeld.
Auch die Inanspruchnahme einer angemessenen Bestattungsvorsorge stellt eine besondere Härte dar.

### Anspruchsübergang
Eine andere Folge der Orientierung an der Bedürftigkeit des Hilfeempfängers (§ 9 SGB XII) und der Nachrangigkeit der Sozialhilfe (§ 2 SGB XII) ist die, dass die Träger der Sozialhilfe nachforschen, ob ein Antragsteller möglicherweise Ansprüche aus Verträgen (z. B. Rückforderung von Schenkungen (§ 93 SGB XII) oder nicht gezahltes Arbeitsentgelt (§ 115 SGB XII)) sowie Schadensersatzansprüche (§ 116 SGB XII) und hat, die er selbst nicht geltend macht oder nicht geltend machen will; dies kommt z. B. häufig vor, wenn Sozialhilfe für Kinder beansprucht wird und ein allein erziehender antragstellender Elternteil mit dem anderen Elternteil nicht zusammenlebt und auch keine Verbindung mehr hat. Das Gesetz gibt im Falle des § 93 SGB XII dem Sozialhilfeträger die Befugnis, diese Ansprüche, die dem Hilfeempfänger zustehen, auf sich selbst überzuleiten (sie sich sozusagen anzueignen) und im eigenen Namen geltend zu machen. Die weiteren Ansprüche gehen kraft Gesetz, sog. Legalzession, auf den Sozialhilfeträger über, der sie nun geltend machen kann.
Gesetzliche Unterhaltsansprüche des Leistungsempfängers gehen kraft Gesetzes auf den Sozialhilfeträger über (§ 94 SGB XII). Der Sozialhilfeträger kann den Unterhalt im eigenen Namen einklagen. Will ein Anspruchsberechtigter einen solchen Anspruch selbst gegenüber dem Unterhaltsverpflichteten gerichtlich geltend machen, so muss er sich diesen vom Träger der Leistung rückübertragen lassen (§ 94 Abs. 5 SGB XII). Hier lauern regelmäßig prozessuale Fallstricke bezüglich der Aktivlegitimation des Anspruchsberechtigten. Bei behinderten und pflegebedürftigen volljährigen Kindern ist die Unterhaltspflicht der Eltern stark eingeschränkt, hier müssen nur niedrige Pauschalbeträge bezahlt werden. Diese werden automatisch entsprechend der Entwicklung des Kindergeldes angepasst. (§ 94 Abs. 2 SGB XII) Vom Unterhaltsanspruch unberücksichtigt bleiben 56 % der Unterkunftskosten als Ersatz für das Wohngeld, das der Leistungsberechtigte aufgrund des Vorrangs der Sozialhilfe nicht beantragt hat. Dies gilt auch, wenn der Leistungsberechtigte in einem Heim lebt.
Der Übergang von Unterhaltsansprüchen ist ausgeschlossen:
- wenn der Unterhaltsanspruch durch laufende Zahlung erfüllt wird
- wenn der Unterhaltspflichtige mit dem Leistungsbezieher in einer Einsatzgemeinschaft lebt
- wenn der Unterhaltspflichtige mit dem Leistungsbezieher im zweiten Grad oder höher verwandt ist (Großeltern, Enkel, Urgroßeltern und Urenkel)
- bei Leistungen nach dem 4. Kapitel (Grundsicherung im Alter und bei Erwerbsminderung)
- wenn der Leistungsbezieher schwanger ist oder sein bis zu sechs Jahre altes leibliches Kind betreut
- wenn der Unterhaltspflichtige selbst hilfebedürftig im Sinne der Sozialhilfe ist oder es durch die Zahlung des Unterhalts würde
- wenn der Übergang eine unbillige Härte bedeuten würde. Eine unbillige Härte ist z. B. dann gegeben, wenn der Sozialhilfeträger selbst die Hilfebedürftigkeit des Leistungsbeziehers verschuldet hat, etwa wenn er die Übernahme der Kosten einer freiwilligen Krankenversicherung abgelehnt hat und dieser dadurch keinen Anspruch auf Pflegegeld der Pflegeversicherung hat.[23]

### Zuständigkeit
Träger der Sozialhilfe sind für den „Normalfall“ der Sozialhilfe, der Hilfe zum Lebensunterhalt, die Landkreise, kreisfreien Städte und Sonderstatusstädte. Für bestimmte Menschen in besonderen Lebenslagen (z. B. Behinderte, die dauerhaft in Wohnheimen untergebracht sind) bestehen je nach Bundesland spezielle Zuständigkeiten von Behörden oder Trägern mit einem größeren räumlichen Zuständigkeitsbereich (beispielsweise in NRW die Landschaftsverbände). Die überörtlichen Träger der Sozialhilfe werden aufgrund der Verwaltungshoheit durch die Länder bestimmt (§ 3 Abs. 3 SGB XII).
Die Zuständigkeit der Landkreise, kreisfreien Städte und Sonderstatusstädte besteht nicht nur hinsichtlich der Verwaltung, sondern auch hinsichtlich der Finanzierung der Sozialhilfe. Daher haben die Gemeinden ein Interesse daran, dass Sozialhilfeempfänger möglichst in anderen Hilfesystemen aufgefangen werden und nicht im „letzten sozialen Netz“, der Sozialhilfe landen oder verbleiben.

## Sozialhilfeausgaben
2019 wurden in Deutschland 32,8 Milliarden Euro (netto) für alle Sozialhilfeleistungen (SGB, Kapitel 12) ausgegeben. Damit stiegen die Ausgaben gegenüber dem Vorjahr um 5,8 %.
- Eingliederungshilfe für behinderte Menschen 19,3 Milliarden, +6,7 %
- Pflegehilfe 3,8 Milliarden Euro ausgegeben (+8,8 %).
- Hilfe zum Lebensunterhalt 1,5 Milliarden Euro (−0,3 %)
- Hilfen zur Gesundheit, zur Überwindung besonderer sozialer Schwierigkeiten sowie Hilfe in anderen Lebenslagen 1,3 Milliarden Euro (+3,8 %).
- Grundsicherung im Alter und bei Erwerbsminderung, 6,9 Mrd. Euro (+3,6 %).[25]

Die Bruttoausgaben stiegen seit 1963 von 9,9 Mrd. Euro auf 28,3 Mrd. Euro (2019). von 2005 (Sozialgesetznovelle) bis 2019 von 19,9 Mrd. auf 35,8 Mrd. Euro.

## Sozialhilfequote, soziale Schichtung
Nach Darstellung der ZEIT gemäß Daten des Statistischen Bundesamtes, waren Ende 2015 in Deutschland 10 % der Gesamtbevölkerung auf staatliche Unterstützung wie Sozialhilfe oder Hartz-IV-Leistungen angewiesen. Die Zahl war im Vergleich zum Vorjahr gewachsen, da die Zahl der Bezieher von Regelleistungen nach dem Asylbewerberleistungsgesetz sich von 363.000 auf rund 975.000 nahezu verdreifacht hatte. Bundesweit bekamen 5,8 Millionen Menschen das Arbeitslosengeld II/Sozialgeld, also sogenanntes Hartz IV, eine Million Frauen und Männer die Grundsicherung im Alter und bei Erwerbsminderung sowie 137.000 Hilfe zum Lebensunterhalt.
Wie in früheren waren auch Ende 2015 Berlin (19,4 Prozent) und Bremen (18,5 Prozent) am stärksten vertreten, am wenigsten Bayern (5,2 Prozent) und Baden-Württemberg (6,0 Prozent).
Besonders betroffen sind Kinder, mit besonderer Häufung in Ostdeutschland. Hier leben 16,9 Prozent der Kinder unter 18 Jahren in Familien, die auf staatliche Hilfe angewiesen sind. In Westdeutschland sind es 13,1 Prozent.

## Armutsrisiko
Das Armutsrisiko erreichte 2019 in Deutschland jeder sechste Bürger an der Armutsgrenze (15,9 Prozent), den bisherigen Höchstwert seit der Wiedervereinigung mit einer Steigerung um 0,4 Prozent zum Vorjahr. Die Armutsschwelle liegt bei 1074 Euro bei einem Einpersonenhaushalt, das sind 60 Prozent eines durchschnittlichen Haushaltseinkommens.

## Kritik

### Neuberechnung mit Einführung des Arbeitslosengeld II
Mit der Neuberechnung vor Einführung des Arbeitslosengeld II wurden Änderungen in der Berechnungsweise des Regelsatzes durchgeführt, die sich auf die Grundsicherung nach SGB XII und die Grundsicherung für Arbeitssuchende nach SGB II, eben das Arbeitslosengeld II, auswirken.
In einem Artikel der Wochenzeitung Die Zeit wurde erläutert, wie fragwürdig diese Änderungen seien. Nach bisheriger Berechnungsweise wären 448 Euro als Sozialhilferegelsatz herausgekommen, nach der neuen Verfahrensweise die inzwischen allgemein bekannten 345 Euro (die zunächst am 1. Januar 2005 galten). Das macht mit 103 Euro eine Differenz von fast genau 25 % aus.
Es wird festgestellt, dass schon der Wechsel vom Durchschnittseinkommen aller Haushalte von Geringverdienern zu den Einpersonenhaushalten als Berechnungsgrundlage zu einer erheblichen Senkung des Regelsatzes führt.
Außerdem erscheinen die Argumente, dass bei Geringverdienern von Ausgaben für Pelzmäntel und Maßanzüge sowie Sportboote und Segelflugzeuge ausgegangen wird, ausgesprochen seltsam.
Insgesamt wird von einer klammheimlichen Senkung der Sozialhilfe gesprochen, die öffentlich hätte diskutiert werden müssen. Es wird in Zweifel gestellt, ob die Grundsicherung noch ihren grundgesetzlichen Auftrag erfüllen könnte, ein menschenwürdiges Leben zu gewährleisten.

### Missbrauchsdebatten
Einer Studie des WZB (Wissenschaftszentrum Berlin für Sozialforschung) zufolge führte die im Zuge des technologischen Wandels seit Mitte der 1970er Jahre kontinuierlich zunehmende Arbeitslosigkeit zu einer Reihe von politischen Missbrauchsdebatten mit dem Ziel, Leistungseinschränkungen oder auch Zumutbarkeits- oder Sanktionsverschärfungen den Boden zu bereiten. Es wird stets der Eindruck vermittelt, es handele sich um ein Massenphänomen, obgleich valide Zahlen fehlen.
Vorliegende Zahlen und Daten weisen jedoch darauf hin, dass der „Missbrauch“ jedenfalls nicht als Massenphänomen angesehen wird. So werden zum Beispiel infolge der neuerlichen Sanktionsverschärfung im Zuge des SGB II-Fortentwicklungsgesetzes (BT-Drucksache 16/1410) Einsparungen in Höhe von ca. 20 Millionen Euro jährlich erwartet, also ein im Verhältnis zu den Gesamtaufwendungen mehr als marginaler Betrag.
Der in der Berichterstattung der Medien zu Unrecht als „Missbrauch“ dargestellte Fall des „Florida-Rolf“ schrieb Rechtsgeschichte: „Die Bundesregierung durch die zuständige Ministerin für Gesundheit und Soziale Sicherung“ sah sich veranlasst, „in einer beispiellosen Blitzaktion innerhalb Wochenfrist im Bundestag einen Gesetzentwurf zur Änderung des § 119 BSGH einzubringen.“
Die Verbleibedauer in Sozialhilfebezug ist nicht so hoch wie oft angenommen: „Von 100 Einsteigern in die Sozialhilfe sind nach einem Jahr 59, nach drei Jahren 78 und nach fünf Jahren 83 wieder ausgeschieden“.

### Sozialleistungsbetrug
Der unrechtmäßige Bezug von staatlichen Leistungen (Arbeitslosengeld I und II, Sozialhilfe) wird umgangssprachlich Sozialhilfebetrug genannt. 
Genaue Zahlen sind nicht ermittelbar. Dies liegt zum einen an der Vielzahl der Leistungsformen, als auch an uneinheitlichen Meldeverfahren bei zu Unrecht erbrachten Leistungen. Oftmals werden Schäden, die durch vorsätzliches oder fahrlässiges Verhalten verursacht wurden, durch Aufrechnung mit zukünftigen Leistungen oder Erstattung „geheilt“. Nur in einem kleineren Teil der Fälle kommt es zu Gerichtsverfahren. 